# Надир

Діаграма, яка показує зеніт, надир, горизонт.

Нади́р (з араб. نظير — «напрям у ноги»)  — точка небесної сфери, протилежна зеніту. Напрямок на надир відповідає напрямку вертикально вниз. В медичній літературі та в переносному сенсі слово «надир» також використовують на позначення найнижчого, найгіршого стану, після якого починається покращення.

## Астрономія
Сама концепція «низу» потребує строгого визначення. В астрономії, геофізиці, метеорології тощо за напрямок на надир приймають напрямок сили тяжіння в даній точці.
Термін «надир» також застосовують в космонавтиці для опису напрямку від орбітального супутника до Землі. Наприклад, надирне зображення — це супутникове зображення Землі, зроблене вертикально вниз. Шлях орбіти супутника представляє його орбіту, спроєктовану на поверхню Землі в напрямку надира.

## Медицина
В англомовній медичній літературі слово надир (англ. nadir) використовують на позначення найгіршого стану певного клінічного прояву залежно від часу (наприклад, найгірших проявів гарячки, найнижчого рівня кількості клітин крові під час хіміотерапії і т. д.)

## Переносний сенс
Слово «надир» також вживають у переносному значенні на позначення найнижчого або найгіршого стану перед наступним покращенням, як-от у терміні надир американських расових стосунків, яким описують період кінця XIX — початку XX століття у США, відзначений особливою популярністю расизму.